# Shannonomyia lenitatis
Shannonomyia lenitatis är en tvåvingeart som beskrevs av Alexander 1946. Shannonomyia lenitatis ingår i släktet Shannonomyia och familjen småharkrankar. Inga underarter finns listade i Catalogue of Life.